# Argyroeides laurion
Argyroeides laurion är en fjärilsart som beskrevs av Druce 1884. Argyroeides laurion ingår i släktet Argyroeides och familjen björnspinnare. Inga underarter finns listade i Catalogue of Life.